# Alice Stenlöf
Alice Ingrid Stenlöf, född 17 juni 1996 i Lundby församling i Göteborg, är en svensk videobloggare, youtuber och radioproducent.  
Sedan 2015 har hon bloggat om mode, skönhet och vardag. Samma år som hon började blogga lärde hon också känna Bianca Ingrosso och två år senare, november 2017, startade de båda vännerna podden "Alice & Bianca - har du sagt A får du säga B". Podden blev snabbt en succé och innebar stor framgång för Stenlöf: Under Guldtuben 2018 var Alice Stenlöf själv nominerad i kategorierna "Årets blogg" och "Årets stjärnskott" och vann i kategorin "Årets podcast", tillsammans med Bianca Ingrosso.
I maj 2019 framträdde hon på Globen Arena i föreställningen "Alice & Bianca showcast", en föreställning som senare sändes på Kanal 5.
I augusti 2019 meddelade Stenlöf att podden Alice & Bianca skulle läggas ned. Podden var då en av Sveriges åtta största kommersiella poddar. Samma år startade hon klädmärket  A-DSGN.
Stenlöf var en av deltagarna i Let's Dance 2020. Hennes danspartner var Hugo Gustafsson och de fick lämna tävlingen i programavsnitt 4. I april 2023 startade hon en ny podd med influencern Klara Elvgren som heter Vad fan hände?.

## Priser och utmärkelser
| År   | Pris                         | Resultat  |
| ---- | ---------------------------- | --------- |
| 2018 | Guldtuben: Årets podcast     | Vann      |
| 2018 | Guldtuben: Årets blogg       | Nominerad |
| 2018 | Guldtuben: Årets stjärnskott | Nominerad |